# Kisgyőri Halom-vár-Csincse-völgy - Cseh-völgy
Kisgyőri Halom-vár-Csincse-völgy - Cseh-völgy este o arie protejată (arie specială de conservare — SAC, sit de importanță comunitară — SCI) din Ungaria întinsă pe o suprafață de 1.000,89 ha, integral pe uscat.

## Localizare
Centrul sitului Kisgyőri Halom-vár-Csincse-völgy - Cseh-völgy este situat la coordonatele 47°59′39″N 20°42′31″E / 47.994167°N 20.708611°E.

## Înființare
Situl Kisgyőri Halom-vár-Csincse-völgy - Cseh-völgy a fost declarat sit de importanță comunitară în mai 2004 pentru a proteja 3 specii de plante și 13 specii de animale. Situl a fost protejat și ca arie specială de conservare în februarie 2010.

## Biodiversitate
Situată în ecoregiunea panonică, aria protejată conține 11 habitate naturale: Tufărișuri subcontinentale peripanonice, Păduri aluvionare cu Alnus glutinosa și Fraxinus excelsior (Alno-Padion, Alnion incanae, Salicion albae), Fânețe de joasă altitudine (Alopecurus pratensis, Sanguisorba officinalis), Păduri panonice cu Quercus pubescens, Păduri panonice cu Quercus petraea și Carpinus betulus, Pajiști stepice subpanonice, Păduri panonice-balcanice de stejar turcesc - stejar sesil, Liziere de ierburi înalte hidrofile de câmpie și de nivel montan până la alpin, Pajiști uscate seminaturale și facies de acoperire cu tufișuri pe substraturi calcaroase (Festuco-Brometalia) (* situri importante pentru orhidee), Pajiști cu Molinia pe soluri calcaroase, turboase sau argilos-nămoloase (Molinion caeruleae), Păduri stepice euro-siberiene cu Quercus spp..
La baza desemnării sitului se află mai multe specii protejate:
- plante (3): Echium russicum, sisinei (Pulsatilla grandis), Thlaspi jankae
- amfibieni (2): buhai de baltă cu burta roșie (Bombina bombina), triton cu creastă dobrogean (Triturus dobrogicus)
- mamifere (1): vidră de râu (Lutra lutra)
- nevertebrate (9): croitorul mare al stejarului (Cerambyx cerdo), Coenagrion ornatum, orthosia schmidtii (Dioszeghyana schmidtii), Euplagia quadripunctaria, Gortyna borelii lunata, Hypodryas maturna, libelule (Leucorrhinia pectoralis), rădașcă (Lucanus cervus), fluturele purpuriu (Lycaena dispar)
- pești (1): boarță (Rhodeus sericeus amarus)

Pe lângă speciile protejate, pe teritoriul sitului au mai fost identificate 7 specii de plante, 1 specie de mamifere, 4 specii de nevertebrate.